# Mariusz Kubiak (hokeista)
Mariusz Kubiak (ur. 6 czerwca 1958 w Gnieźnie) – polski hokeista na trawie, trener, olimpijczyk z Moskwy 1980.
Zawodnik grający na pozycji pomocnika. W latach 1975–1984 był zawodnikiem klubu Pocztowiec Poznań, z którym zdobył w latach 1979, 1981-1983 tytuł mistrza Polski na otwartym boisku oraz w hali w roku 1981.
W reprezentacji Polski rozegrał w latach 1979-1982 26 spotkań.
Brał udział w igrzyskach olimpijskich w Moskwie, w których Polska zajęła 4. miejsce.
Po zakończeniu kariery sportowej trener. W latach 1984–1994 pracował w klubie Grunwald Poznań, z którym w latach 1992 i 1993 zdobył tytuł mistrza Polski na otwartym boisku i w hali. Od jesieni 1994 roku do 1999 trener reprezentacji Polski. W roku 1999 wywalczył z reprezentacją Polski tytuł wicemistrza Europy w hali.
Syn olimpijczyka Czesława Kubiaka.